# Ерёменко, Валерий Пантелеевич
Валерий Пантелеевич Ерёменко (ПАРАХОД) (род. 1955, Семипалатинск) — художник в стиле наивого искусства, член Творческого союза художников России.
В 1976 году окончил Ташкентское ВОКУ им. В. И. Ленина.
С 1980 года живёт в Калуге.
Работает в стиле наивного искусства.

## Участие в выставках и фестивалях
- персональные выставки в Калуге (1996, 2010)
- персональная выставка в Русском культурном центре в Вене (2001)
- персональная выставка в Музее наивного искусства (Москва, 2002)
- Московский международный фестиваль наивного искусства «ФЕСТНАИВ 07», проходивший в Музее современного искусства (2007)[4]
- Московский международный фестиваль наивного искусства «ФЕСТНАИВ 2010» (2010)
- Московский международный фестиваль наивного искусства «ФЕСТНАИВ 2013» (2013)
- персональная выставка в Музее наивного искусства (Москва, 2014)[6]
- персональная выставка в художественной студии «АРТ-Измайлово» (Москва, 2014)[5]
- персональная выставка в Калужском музее изобразительного искусства (2016)[7]
- персональная выставка в Частной художественной галерее ADGallery (Москва, 2019)[8]

Работы художника находятся:
- в собрании Музея наивного искусства в Москве и Калужском музее изобразительного искусства
- в частных коллекциях в России и за рубежом.

## Восприятие
По мнению искусствоведа Анны Сенатовой, «в искусстве Валерия многое всё-таки больше от ума, нежели от интуиции… Ему присущ несколько ироничный взгляд на окружающую действительность. Это искусство весёлое, яркое, оригинальное и очень наблюдательное».
Как отмечает портал «Артхив», «работы Валерия ассоциируют с классиками наивного искусства Иваном Рабузиным и Алевтиной Пыжовой, использующих схожие художественные решения — аккуратное ритмическое повторение маленьких деталей, ровные округлые формы, декоративность, симметричность композиций».